# Blasius Alexander

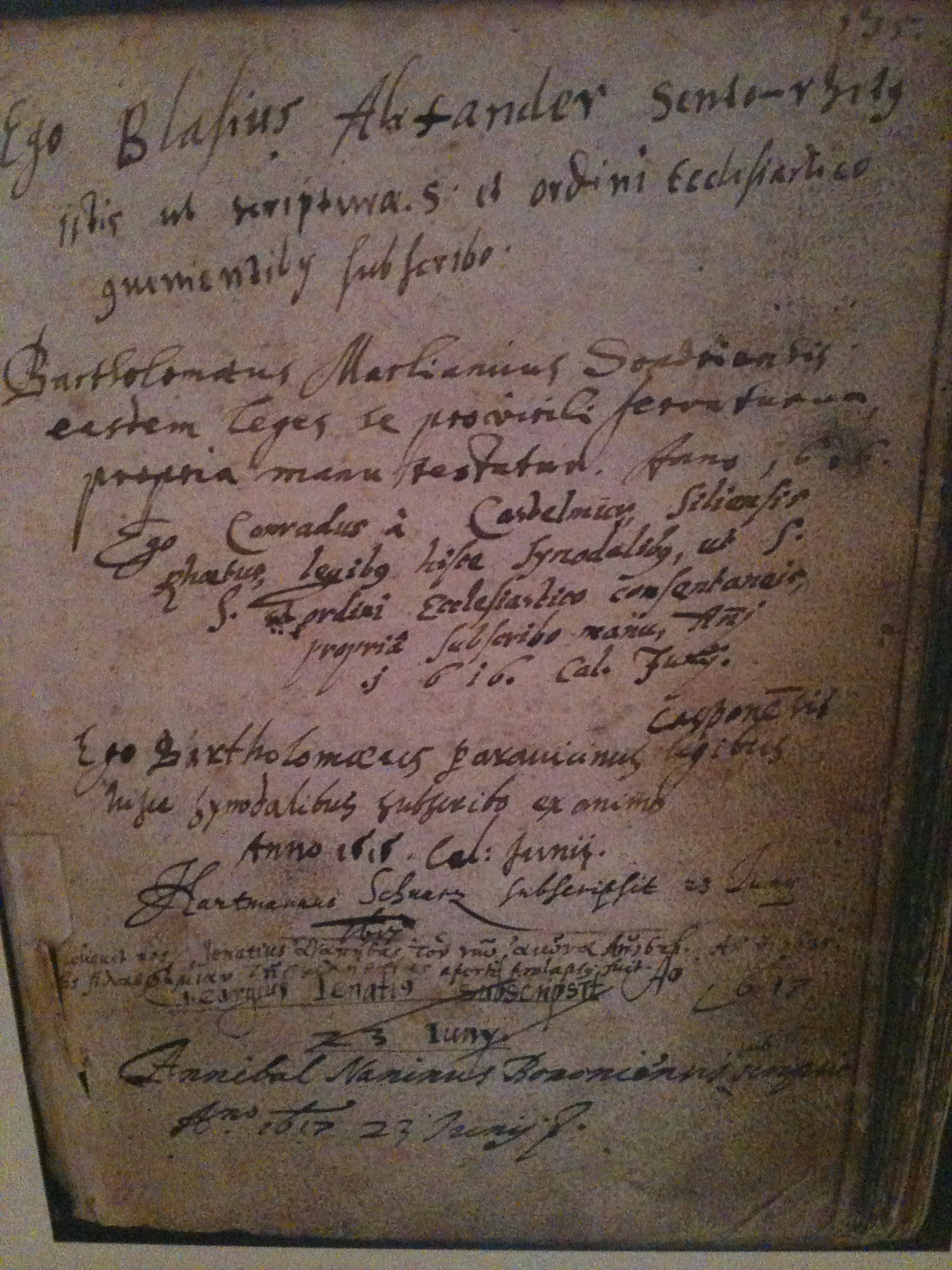
Handschriftlicher Eintrag (oben) von Blasius Alexander ins Matrikelbuch der Bündner Synode

Blasius Alexander (auch Blasius Alexander Blech, romanisch auch Plasch Zonder oder Plasch Lischonder; * 20. Februar 1590 in Sent GR; † 23. Dezember 1622 in Innsbruck) war ein Schweizer reformierter Pfarrer während der Bündner Wirren.

## Leben

### Kindheit, Jugend und Ausbildung
Blasius Alexander wurde 1590 in Sent im Unterengadin im Freistaat der Drei Bünde, dem heutigen Schweizer Kanton Graubünden, als Sohn des Landwirts Balthasar Alexander geboren. Sein Vater erkannte die geistige Stärke seines Sohnes und schickte ihn auf die Lateinschule in Chur. Später bemühte sich Blasius um ein Stipendium der Gemeinde Ramosch, um an der Universität Zürich studieren zu können. Er führte das Studium an der Universität Basel weiter und setzte es nach 1614 an der Pariser Universität Sorbonne fort. Um in die evangelisch-rätische Synode aufgenommen zu werden, legte er im Juni  1615 an der Synode in Scuol eine Prüfung ab. Noch seit dem gleichen Jahr half er der Pfarrei in seinem Heimatort als Vertretung aus.

### Prädikant
1616 trat Alexander in Teglio im Veltlin eine Stelle als reformierter Pfarrer einer Minderheitengemeinde in einer überwiegend katholischen Gegend an. Er gehörte damit einer Gruppe radikaler reformierter «Prädikanten» an, die in den überwiegend katholischen Bündner Untertanengebieten die reformierten Minderheitengemeinden gegen die vom Bischof von Como und vom spanisch beherrschten Herzogtum Mailand geförderte Gegenreformation verteidigte. Im gleichen Jahr, in dem er auch am Thusner Strafgericht beteiligt war, das unter anderem Nicolò Rusca, den Führer der Gegenreformation im Veltlin zu Tode folterte, heiratete er Magdalena Catanea. Seine Rolle im Strafgericht von Thusis handelte ihm Feinde ein: Die spanische Partei versuchte ein Jahr später, Alexander vor das Churer Strafgericht zu stellen, zu dem er jedoch nicht erschien. Infolgedessen wurde er für vogelfrei erklärt, als „Dieb, Blutschänder, Kindesverderber und Landesverräter“ verurteilt und auf einmal selbst des Hispanismus verdächtigt. Vor dem Strafgericht Davos allerdings konnte er dagegen argumentieren und entging einer Bestrafung.

### In der Zeit der Bündner Wirren
Nach dem Veltliner Mord, bei dem zahlreiche Protestanten im Veltlin umgebracht wurden, flüchtete Blasius Alexander. Bald darauf stellte er während der Bündner Wirren in seiner Heimat eine etwa 300 Mann starke Truppe auf, um sein Unterengadiner Heimatdorf Sent gegen die vordringenden Truppen von Erzherzog Leopold V. von Österreich-Tirol zu verteidigen. Das Vorhaben misslang; Sent wurde verwüstet, wie viele andere Engadiner Dörfer auch. Zusammen mit Jörg Jenatsch plante Alexander nun die Ermordung des Hauptfeindes der Prädikanten, Pompejus Planta. Der Plan ging auf, und Planta wurde am 25. Februar 1621 im Schloss Rietberg ermordet.

### Inhaftierung und Hinrichtung
Als Österreich weite Teile Bündens erobert hatte, versuchte Alexander, zusammen mit weiteren reformierten Pfarrern, in den Kanton Glarus zu fliehen. Sie wurden jedoch von katholischen Bauern gefangen genommen und gegen eine Belohnung an den österreichischen Befehlshaber  Alois Baldiron ausgeliefert. Sie wurden zuerst nach Disentis, später in ein Gefängnis nach Innsbruck, die Residenzstadt Leopold V., gebracht. Auch drei andere geflüchtete Bündner wurden dort eingesperrt: Johannes a Porta, Kaspar Alexius und Jakob Ruinelli. Nachdem sich der Churer Bischof und das Domkapitel für sie eingesetzt hatten, kamen sie im November 1622 frei.
Die Österreicher hingegen weigerten sich, auch Blasius Alexander zu entlassen. Vermutlich hatte sich auch Rudolf von Planta, der Bruder des getöteten Pompejus Planta, gegen eine Freilassung ausgesprochen. Im Dezember 1622 wurde Blasius Alexander das Todesurteil verkündet und einen Tag vor Heiligabend wurde er am 23. Dezember 1622, nachdem ihm zuerst die rechte Hand abgeschlagen worden war, in Innsbruck hingerichtet.